# Anna Rice
Anna Rice (ur. 19 sierpnia 1980 w North Vancouver) – kanadyjska badmintonistka.
Brała udział w Igrzyskach Olimpijskich w Pekinie w grze pojedynczej kobiet – doszła do 1/8 finału.